# Episteme irenea
Episteme irenea là một loài bướm đêm trong họ Noctuidae.